# Lamer Winkel

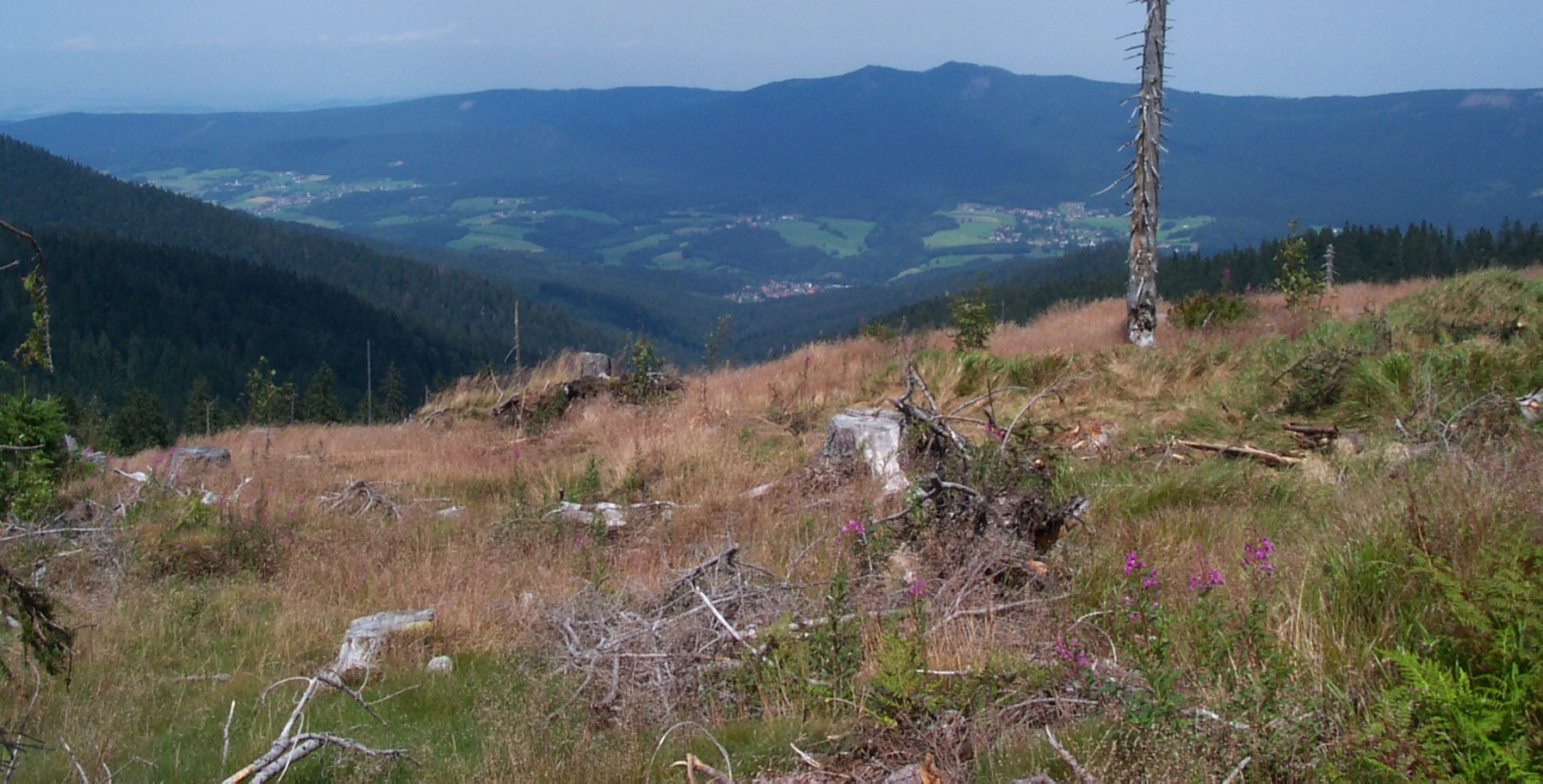
Lamer Winkel mit Osser. Südgrat des Schwarzeck (links).

Der Lamer Winkel ist eine Region im nördlichen Bayerischen Wald zwischen den Bergen Hoher Bogen, Osser, Arber und Kaitersberg. Politisch gehört dieses Gebiet zum Landkreis Cham im Regierungsbezirk Oberpfalz.

## Geographie
Umrahmt wird das Tal von den dicht bewaldeten Höhenzügen des Hohen Bogens und des Künischen Gebirges im Norden sowie des Arberkammes und Kaitersberges im Süden. Die namengebende Marktgemeinde Lam ist der größte Ort des Tals. Im Lamer Winkel liegen außerdem die Gemeinden Lohberg und Arrach am Weißen Regen, die zusammen mit Lam eine Urlaubsregion bilden. 

## Geschichte
Erschlossen wurde der Lamer Winkel ab 1279 durch eine vom Kloster Rott am Inn geleitete Rodungs- und Besiedelungstätigkeit. Bis 1420 entstanden außer Lam auch die meisten Dörfer. Die Hussitenkriege und der Böcklerkrieg führten im 15. Jahrhundert zu erheblichen Verwüstungen. Im 16. Jahrhundert wurden die Dörfer und Einödhöfe wieder aufgebaut. Aus den alten Glashütten, Glasschleifen und Hammerwerken gingen in Lohberghütte und Schrenkenthal im 19. Jahrhundert frühe industriegewerbliche Standorte hervor.

## Tourismus
Das ehemals abgeschiedene Tal gehört zu den landschaftlich schönsten im Bayerischen Wald und wurde in den letzten Jahrzehnten touristisch stark erschlossen. Angeboten werden Wander- und Radwege sowie Skilanglaufloipen.

## Verkehr
In den Lamer Winkel führen die Staatsstraßen St2138 und St2154 sowie die Oberpfalzbahn.